# Starješina
Izraz starješina, ili njegov ekvivalent na drugom jeziku, koristi se u nekoliko zemalja i organizacija za označavanje položaja autoriteta. Ova uporaba obično se izvodi iz ideje da su najstariji članovi bilo koje skupine najmudriji, te su stoga najkvalificiraniji za vladanje, davanje savjeta ili služenje navedenoj skupini u nekom drugom svojstvu. Često služe kao usmeni prenositelji tradicionalnog znanja, morala i vrijednosti svoje kulture.

## Titule starješine
- Arhimandrit, u pravoslavnoj crkvi, starješina važnijeg manastira ili većeg broja manastira.
- Iguman, u pravoslavnoj crkvi, nastojatelj manastira.
- Prezbiter, predstojnik u kršćanskoj zajednici.
- Protoprezbiter, u pravoslavnoj crkvi, starješina nekoliko parohija.
- Starješina u slobodnom zidarstvu je najviši dužnosnik masonske lože.